# 죽산면 (안성시)
죽산면(竹山面)은 대한민국 경기도 안성시의 면이다.

## 역사
과거 죽산군(竹山郡) 관할이었다. 동계의 일죽면과 서계의 삼죽면과 맞추어 이죽면(二竹面)이었으나 옛 죽산군의 지명을 되살리고자 지리중심적 차원에서 개칭되었다. 더 과거에 이들은 각각 죽일면, 죽이면(竹二面), 죽삼면이었다.

## 행정 구역
- 당목리(唐木里)
- 두교리(斗橋里)
- 두현리(斗峴里)
- 매산리(梅山里)
- 용설리(龍舌里)
- 장계리(長溪里)
- 장능리(長陵里)
- 장원리(長院里)
- 죽산리(竹山里)
- 칠장리(七長里)

## 교육 시설
- 죽산초등학교
- 죽산중학교
- 죽산고등학교